# (3906) Chao
(3906) Chao es un asteroide perteneciente al cinturón de asteroides, descubierto el 31 de mayo de 1987 por Carolyn Shoemaker desde el Observatorio del Monte Palomar, Estados Unidos.

## Designación y nombre
Designado provisionalmente como 1987 KE1. Fue nombrado Chao en honor al geólogo estadounidense Edward C. T. Chao.